# Uniforme de la marineria

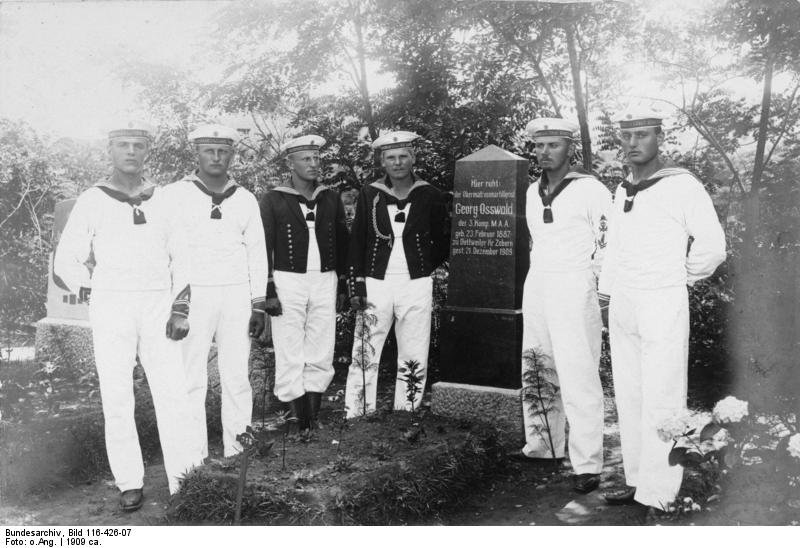
Mariners alemanys a Qingdao (Xina) en uniforme d'estiu (1909), la majoria amb brusa marinera, els dos centrals amb jaqueta curta

El típic uniforme de la marineria de la pràctica totalitat d'armades del món, blanc a l'estiu i blau marí a l'hivern, consta de les peces característiques següents:
- casquet de mariner;
- brusa marinera, generalment tancada (es passa pel cap), de mànigues llargues i amples (sovint bombades);
- coll mariner, peça (normalment superposada) en forma de mocador, blau i amb franges blanques, que penja sobre les espatlles per la banda posterior i forma un llaç per la banda anterior;
- sovint, samarreta blanca a ratlles horitzontals blaves;
- pantaló de campana.

S'hi pot afegir jaqueta curta, i, com a peça d'abrigar, tabard, compartit amb l'oficialitat. Quan s'usa jersei, aquest és de coll alt.

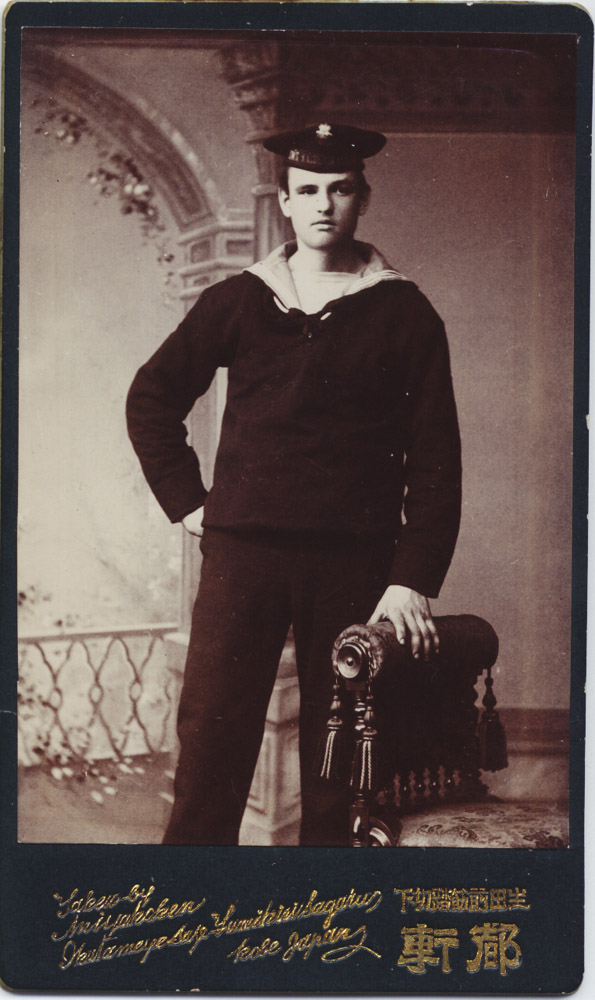
Mariner austrohongarès a Kobe (Japó) en uniforme d'hivern (1904)

Aquesta indumentària, avui tan familiar, fou creada el 1857 com a uniforme per a tota la marineria de l'Armada britànica, i de seguida fou imitat per totes les altres. Amb diferències de detall al llarg del temps i d'armada en armada, el disseny bàsic continua vigent encara avui pràcticament arreu.

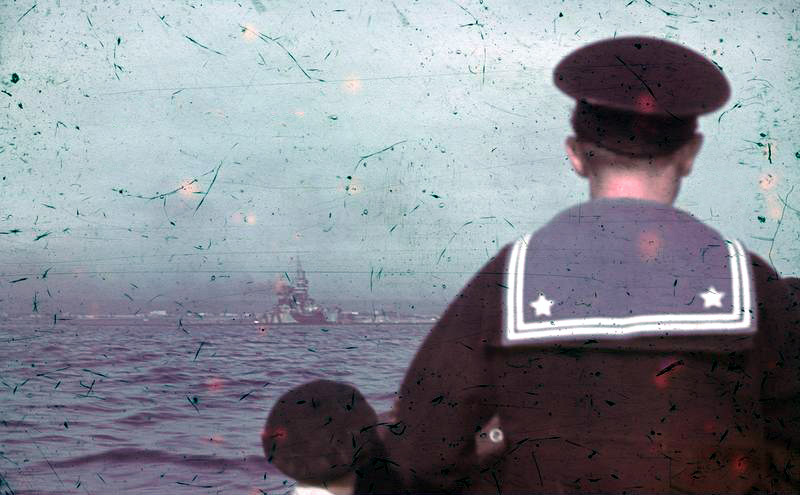
Primer pla d'un coll mariner

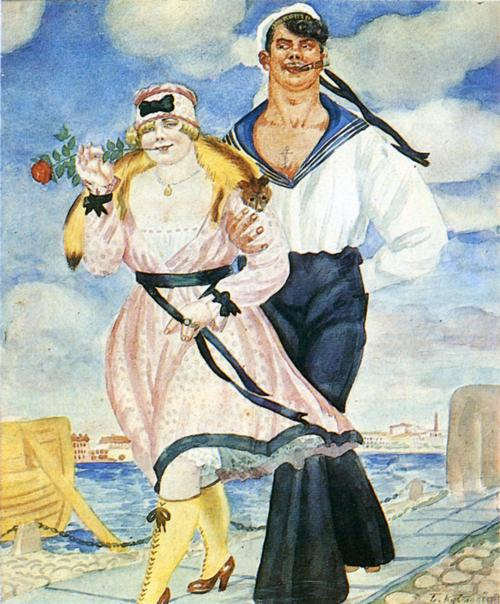
Els típics pantalons de campana del mariner en un quadre de Borís Kustódiev (1920)

Algunes d'aquestes peces, però, ja tenien tradició d'ús a l'Armada britànica abans de 1857. El coll mariner havia sorgit en la dècada de 1830; contra tradicions persistents en la cultura popular anglesa, el coll mariner no té cap relació amb les cuetes, suprimides quinze anys abans; d'altra banda, les tres franges del coll mariner no simbolitzen pas les tres grans victòries de l'almirall Nelson (Abukir, Copenhaguen i Trafalgar); simplement hi havia el costum d'adornar el coll mariner amb franges, i el 1857, amb la implantació de l'uniforme pròpiament dit, hom decidi fixar-ne el nombre en tres, Els pantalons de campana foren triats per raons pràctiques: es considerava que aquest disseny facilitava arromangar-se els pantalons en múltiples feines de bord tals com fregar la coberta i enfilar-se als pals; després han restat per pura tradició.
Val a dir que la implantació de la uniformitat havia estat molt més lenta i tardívola en les armades que no als exèrcits de terra. Per posar l'exemple emblemàtic de l'armada britànica (la més potent de l'època i, com hem vist, el model de les altres, també uniformològicament), la uniformitat no s'implanta fins al 1748, i exclusivament per als oficials. El 1825 la casaca i els calçons tradicionals són substituïts per jaqueta i pantalons. El 1833, amb l'adopció de la gorra de plat, acaba de perfilar-se la indumentària d'oficial de l'Armada que esdevindrà clàssica arreu fins avui.
La marineria, en canvi, continuà vestint-se per compte propi durant molt de temps. Des del període de les guerres de la Revolució i napoleòniques fou norma que cada capità uniformés la seva tripulació, almenys quant al color de les peces de roba; la majoria de capitans triaven per als seus homes, bé el blanc, bé el blau marí. Emperò, d'uniforme pròpiament dit, estandarditzat per a tota la marineria de l'Armada, no se n'implantaria fins al citat de 1857. Com ja hem vist, a partir d'aquest moment la uniformització de la marineria, dialècticament, conegué un esprint extraordinari, d'abast boiboi universal i de llarga durada.
Almenys des dels volts de 1870 el vestit de mariner, imitació civil de l'uniforme de la marineria, s'ha emprat com a indumentària infantil de caràcter formal.